# Довод королей
«Довод королей» — четвертая книга в жанре фэнтези из серии «Хроники Арции» Веры Камши. Роман продолжает историю магического мира Тарры, населённого эльфами, людьми, гоблинами и рядом других существ, после событий описанных в романе «Кровь заката».
Роман — заключительная книга второй дилогии серии и четвертая книга цикла «Хроники Арции». Книга издавалась в 2006 году издательством «Эксмо». Ultima ratio regum — «последний довод королей» надпись на пушках Людовика Четырнадцатого, хотя это выражение было известно и ранее. Эпиграфом к книге послужили девиз Ричарда Йорка, «Loyaulté me lie!» (рус. Верность меня связывает). и отрывок из стихотворения «Осенняя песня» Федерико Гарсии Лорка:

Добра — его, может, и нет. 

А Зло — оно рядом и ранит.